# バレーボールイスラエル女子代表
バレーボールイスラエル女子代表（バレーボールイスラエルじょしだいひょう）は、バレーボールの国際大会や親善試合で編成されるイスラエルの女子バレーボールナショナルチームである。管理はイスラエルバレーボール協会。イスラエルは地理的にはアジアに位置するが、バレーボール以外のスポーツナショナルチームと同様にヨーロッパ連盟に所属している。
これまでの最高成績は、2010年にトルコで開催されたヨーロッパリーグの4位である。2010年9月11日、アウェイでベラルーシに2-3と敗れた後、ホームで3-1で勝利するとともに、実に39年ぶりとなるヨーロッパ選手権の出場権を獲得した。

## 歴史
イスラエル建国前には、バレーボールは女子国内選手権が行われるなどポピュラーなスポーツの一つであった。1948年にパレスチナ紛争（英語版）が勃発すると、戦場の軍隊を援助するために他のスポーツと同様に一斉に中断された。
イスラエル代表がメジャー国際大会の檜舞台に初登場したのは、1956年にフランスで開催された第2回世界選手権である。この大会ではソビエト連邦、アメリカ合衆国、ルクセンブルクと同組となった。シングルラウンドロビンのリーグ戦を行い3位となり、11位-17位決定戦にまわり、最終順位は14位であった。ちなみにソビエト連邦がこの大会を制している。
1967年にイスラエル代表は、トルコのイスタンブールで開催されたヨーロッパ選手権に初出場した。予選ラウンドではトルコ、スウェーデン、ブルガリアと同組となり、トルコに次ぐ2位でファイナルラウンドに進出した。ファイナルラウンドでは2勝7敗で8位となった。
4年後の1971年にイタリアのミラノで行われたヨーロッパ選手権に連続出場を果たす。予選ラウンドでハンガリー、イングランドと同組となり、2位で予選を通過。7-12位決定戦に進出したイスラエルチームは11位となった。

### プロジェクト・セリンジャー
この数年来イスラエル女子バレーボール代表チームの躍進は、国内の他スポーツチームのロールモデルとされた。監督にアリー・セリンジャーが復帰してから、代表チームは「プロジェクト・セリンジャー」と呼ばれた。このプロジェクトは2012年のロンドンオリンピック出場を目標に、2007年夏に始動した。特別なトレーニングがチームメンバーに課され、チームは進化を遂げていく。
2010年春、イスラエル代表は2011年ヨーロッパ選手権予選に出場し、ウクライナ、イギリス、スロバキアとともにC組に入った。C組では4勝2敗で2位となり、一気に予選突破はならずベラルーシとのプレーオフに回った。
2010年9月4日にアウェイのミンスクで行われたプレーオフ初戦に2-3（19–25, 18–25, 25–18, 27–25, 15–13）のフルセット負けで惜敗。プレーオフ第二戦は一週間後にホームのラーナナで1500人の観客を集めて行われ、見事に3-1（25–22, 16–25, 25–20, 26–24）で勝利した。ヨーロッパ選手権は前回出場から数えて、実に39年ぶりの出場である。
イスラエル代表は2010年6月に2010年バレーボール女子欧州リーグに初見参し、トルコ、スペイン、ギリシャとともにB組となった。この組を2位で通過したイスラエル代表は、同年7月にトルコのアンカラで行われた欧州リーグ決勝ラウンドに歩を進めた。決勝ラウンドでは、セルビアに0-3、トルコにも0-3で敗戦したが、同リーグで4位となった。これはあらゆる国際大会を含めてもイスラエル代表の最高成績である。
セリンジャーは2016年に監督を退任した。

## 過去の成績

### 世界選手権
- 1956年 - 14位

### ヨーロッパ選手権
- 1967年 - 8位
- 1971年 - 11位
- 2011年 - 11位

### ヨーロッパリーグ
- 2011年 - 4位
- 2012年 - 9位
- 2013年 - 8位
- 2015年 - 3位